# بانک ملی آرژانتین
بانک ملی آرژانتین (انگلیسی: Bank of the Argentine Nation) شرکت دولتی خدمات مالی و بانکداری آرژانتینی است، که در سال ۱۸۹۱ تأسیس شد.